# Літня інтерлюдія
«Літня інтерлюдія» (швед. Sommarlek, відомий також під назвою «Літня гра») — шведський мелодраматичний фільм 1951 року, поставлений режисером Інгмаром Бергманом. У 1952 році стрічка брала участь в головній конкурсній програмі 13-го Венеційського міжнародного кінофестивалю у змаганні за «Золотого лева».
Прем'єра фільму відбулася 1 жовтня 1951 року в Швеції в кінотеатрі «Реда Кварн» (швед. Röda Kvarn).

## Сюжет
Марі — прима-балерина стокгольмської королівської опери. До неї залицяється Давид Ністрем, але Марі тримається з ним прохолодно. Після репетиції «Лебединого озера» вона знаходить у своїй гримерці блокнот, який виявляється щоденником Генріка), з яким вона зустрічалася понад десять років тому. Через проблеми з електропроводкою в опері репетиція припиняється, і Марі вирушає на той острів, де вона колись зустріла Генріка, дорогою згадуючи події своєї юності.
Того літа вона мешкала на острові разом з тіткою Елізабет і дядьком Ерландом. Закоханий в Марі Ерланд пропонує їй втекти разом з ним. На острові вона зустрічає Генріка, молодого студента, і між ними починається роман. Літня ідилія закінчилася трагічно — Генрік невдало стрибнув у воду, отримав важку травму і не прийшовши до тями помер у лікарні. Ерланд, який був присутнім в лікарняній палаті, виявивши серед речей Генріка його щоденник, забирає його собі (через дванадцять років він відправить щоденник Марі). Намагаючись утішити Марі, Ерланд радить їй створити «броню» — уникати надалі сильних і щирих почуттів, повторно пропонує їй поїхати разом з ним, і Марі приймає його пропозицію.
Побачившись з дядьком Ерландом і відвідавши знайомі місця, де вона колись була щаслива, Марі повертається до Стокгольма, щоб відновити репетицію. Її пригнічений стан помічає балетмейстер і вгадує причину її туги. Після розмови з балетмейстером депресія Марі закінчується, вона вирішує розповісти Давиду про події своєї юності та дати прочитати йому щоденник Генріка.

## У ролях
| • Май-Бритт Нільссон   | … | Марі                      |
| • Біргер Мальмстен     | … | Генрік                    |
| • Альф Челлін          | … | Давид                     |
| • Анналіза Еріксон     | … | Кай                       |
| • Георг Фюнквіст       | … | дядько Ерланд             |
| • Стіг Улін            | … | балетмейстер              |
| • Рене Бйорлінг        | … | тітка Елізабет            |
| • Мімі Поллак          | … | маленька дама             |
| • Йон Бутвід           | … | Карл                      |
| • Гуннар Ульссон       | … | священик                  |
| • Дуглас Гоґе          | … | Ніссе з носом             |
| • Юліа Сесар           | … | Майя                      |
| • Карл Стрем           | … | Санделль                  |
| • Торстен Лілльекруна  | … | Пелле-блондин             |
| • Улав Рієго           | … | лікар                     |
| • Ернст Брюнман        | … | капітан судна             |
| • Фюльгіа Садіг        | … | медсестра                 |
| • Стен Матгссон        | … | той, що сплигнув на берег |
| • Карл-Аксель Ельфвінг | … | посильний з квітами       |

## Знімальна група
- Автори сценарію —  Інгмар Бергман, Герберт Гревеніус (за оповіданням "Марі" Інгмара Бергмана)
- Режисер-постановник — Інгмар Бергман
- Продюсер — Аллан Екелюнд
- Оператор — Гуннар Фішер
- Композитори — Ерік Нурдгрен, Бенгг Валлестрем, Ескіль Еккерт-Люндін
- Монтаж — Оскар Русандер
- Художник-постановник — Нільс Свенвалль

## Історія створення фільму
Фільм знятий за неопублікованим оповіданням «Марі» Інгмара Бергмана. У роботі над сценарієм йому допомагав Герберт Гревеніус. Фільмування проходили з квітня по червень 1950 року. Натурні сцени знімалися на острові Даларе. Павільйонне знімання довелося перенести в кіномістечко під Стокгольмом, оскільки керівництво Королівського оперного театру після ознайомлення зі сценарієм не дозволило знімати фільм у своїй будівлі. Через кризу, що охопила шведську кіноіндустрію, прем'єра фільму була відкладена і він вийшов на екрани лише восени 1951 року.

## Теми
У «Літній інтерлюдії» Бергман використав мотиви, деякі з яких з'являться в його подальших фільмах. Схожу літню любовну ідилію можна зустріти в «Літі з Монікою», мовчання Бога і втрату віри — в «Причасті». У одній зі сцен Марі та Генрік збирають ягоди на суничній галявині. Одягнена в чорне літня тітка Генріка, якій лікарі поставили смертельний діагноз, грає в шахи зі священником, який заявляє, що спілкується з нею, «щоб краще зрозуміти саму Смерть» — цю сцену можна розглядати як прообраз відомої шахової партії між лицарем і Смертю в «Сьомій печатці».
Інгмар Бергман розглядав фільм як одну з поворотних точок у своїй творчості, назвавши його своєю першою авторською роботою:
Для мене особисто «Літня гра» — один з найважливіших моїх фільмів, хоча комусь він, можливо, і здасться застарілим. Але мені він таким не здається. Тоді я вперше виявив, що працюю абсолютно самостійно, що в мене є свій стиль, що я створив нарешті власний фільм зі своїм особливим виглядом, якого ніхто не повторить. Цей фільм не схожий ні на чий інший. Це був мій перший по-справжньому власний твір. Я раптом виявив, що правильно встановлюю камеру, що домагаюся потрібних мені результатів і все відповідає тому, що я задумав.— Інтерв'ю Ингмара Бергмана 

## Критика
«Літня інтерлюдія» мала успіх у шведських глядачів і була прихильно прийнята місцевими кінокритиками. Стіг Альмквіст у часописі Filmjournalen висловив захоплення режисерським талантом Бергмана і передбачив, що з часом він може досягти «революційних результатів» у кінематографі. Також шведські критики відмітили, що «новий Бергман» практично повністю звільнився від властивого його раннім роботам надмірного захоплення символізмом і меланхолією, які не завжди були зрозумілі масовому глядачеві.
«Літня інтерлюдія» була включена до конкурсної програми Венеційського кінофестивалю 1951 року, але керівництво компанії Svensk Filmindustri вирішило відмінити показ, щоб вивчити реакцію шведської аудиторії. Показ відбувся в наступному році, але фільм не отримав нагород.
У американському прокаті фільм з'явився в 1954 році під назвою «Заборонена інтерлюдія» (англ. Illicid Interlude). Кіноіндустрія США продовжувала керуватися кодексом Гейса, який надмірно обмежував свободу творчості, зокрема, через заборону на дуже стримані за мірками європейського кіно еротичні сцени. З цієї причини значна частина європейських фільмів до середини 1960-х потрапляла в американський прокат через дистриб'юторів, які займалися малобюджетним експлуатаційним кіно і робили в рекламі акцент на наявність у фільмі еротичних сцен, змінюючи оригінальну назву і створюючи відповідні афіші. У випадку з «Літньою інтерлюдією» дистриб'ютор застосував ще один засіб — у деякі прокатні копії була додана знята в США сцена з купанням у голому вигляді. Проте, фільм був помічений і позитивно оцінений американськими кінокритиками. Бослі Краузер у своїй рецензії для New York Times засудив вищезгаданий спосіб просування фільму, відмітивши видатний художній рівень стрічки: роботу оператора і хорошу гру Май-Бритт Нільсон, якій вдалося з великою певністю втілити на екрані образ безтурботної 15-річної дівчини і пригніченої 28-річної жінки.
У Франції «Літня інтерлюдія» з'явилася лише в 1958 році, коли демонструвалася у рамках ретроспективного показу робіт Інгмара Бергмана у французькій сінематеці. Попри те, що до цього моменту з'явилися пізні фільми, які принесли Бергману міжнародну популярність («Усмішки літньої ночі», «Літо з Монікою», «Сьома печатка» і «Сунична галявина»), Жан-Люк Годар у своїй статті для «Кайє дю сінема» приділив «Літній інтерлюдії» особливу увагу, назвавши її «найпрекраснішим з фільмів».

## Нагороди та номінації
| Список нагород та номінацій            | Список нагород та номінацій | Список нагород та номінацій | Список нагород та номінацій | Список нагород та номінацій | Список нагород та номінацій |
| Кінофестиваль/Кінопремія               | Рік                         | Категорія                   | Номінант(и)                 | Результат                   | Дж                          |
| -------------------------------------- | --------------------------- | --------------------------- | --------------------------- | --------------------------- | --------------------------- |
| Венеційський міжнародний кінофестиваль | 1952                        | Золотий лев                 | Літня інтерлюдія            | Номінація                   |                             |